# Dobrava pri Škocjanu
Dobrava pri Škocjanu je naselje u slovenskoj Općini Škocjanu. Dobrava pri Škocjanu se nalazi u pokrajini Dolenjskoj i statističkoj regiji Jugoistočnoj Sloveniji.

## Stanovništvo
Prema popisu stanovništva iz 2002. godine naselje je imalo 191 stanovnika.